# 항공안전기술센터
항공안전기술원은 인천광역시 중구 용유로 557 (을왕동)에서 항공 안전에 관한 기술을 연구하던 대한민국 정부의 기관이었다. 2014년 11월 24일에 항공안전기술원으로 대채되었다.

## 연혁
- 2013년 1월 10일 : 항공안전기술센터 설립 인가
- 2013년 4월 19일 : 항공안전기술센터 설립
- 2014년 1월 24일 : 기타공공기관 지정
- 2014년 11월 24일 : 항공안전기술원 출범

## 주요 업무
항공안전기술원은 다음과 같은 업무를 한다.
- 민간항공기, 공항, 항행시설 등에 대한 안전성ㆍ성능 등을 시험 및 인증
- 항공안전에 영향을 주는 결함 분석
- 첨단 항공기술의 개발과 표준화